# Pericoma kugleri
Pericoma kugleri är en tvåvingeart som beskrevs av Wagner 1984. Pericoma kugleri ingår i släktet Pericoma och familjen fjärilsmyggor.
Artens utbredningsområde är Israel. Inga underarter finns listade i Catalogue of Life.